# Lucy Bronze
Lucy Bronze (Berwick-upon-Tweed, 1991. október 28. –) angol női válogatott labdarúgó, az angol Chelsea védője. Posztján a világ egyik legjobbjaként tartják számon. Magabiztos és elkötelezett játékos, nagyszerű labdaérzékkel. Képességeit kihasználva a pálya szinte bármely pontján fellelhető.

## Pályafutása

### A válogatottban
A Blyth Town játékosaként 2007. márciusában kapta első behívóját a 17 év alatti válogatottba. Első nemzetközi tapasztalatait a 2008-as új-zélandi korosztályos tornán szerezte, ahol negyedik helyet sikerült elérnie Angliával.
A 2009-es Fehéroroszországban rendezett U19-es Európa-bajnokságon aranyérmet, a 2010-es kiírásban pedig ezüstérmet szerzett.
A sikeresnek nem nevezhető U20-as világbajnokság után mutatkozhatott be az U23-as csapatban, akikkel Németország felett arattak győzelmet.
2013. június 26-án Japán ellen lépett első alkalommal címeres mezben pályára a felnőttek között. Az 1-1-re végződő mérkőzésen a 67. percben Dunia Susit váltotta.
Részt vett a 2013-as Európa-bajnokságon Svédországban, bár a tornán nem jutott játék lehetőséghez.
A kanadai 2015-ös világbajnokságon már alapemberként számítottak rá és a legjobb 16 között a Norvégia elleni 76. percben szerzett távoli találatával jutottak tovább. A vb-n a harmadik helyen végeztek miután hosszabbításban 1-0 arányban legyőzték Németországot.
Pazar formában játszotta végig a 2019-es világbajnokságot, ahol Anglia rendíthetetlen oroszlánjaként küzdött, az elődöntőben pedig ismét a norvég csapattal találkoztak. Két előkészítés és egy bombagól, mely a továbbjutást eredményezte együttesének. Az elődöntőben az amerikaiak erőfölényével azonban nem tudtak mit kezdeni, a bronzmérkőzésen pedig Svédország ellen buktak el.

## Magánélete
Az angol édesanyától és portugál apától származó Lucy Berwick-upon-Tweed-ben született. Két testvére van, egy bátyja (Jorge) és egy húga (Sophie).
Gyermekkorában Lindisfarne-ben, Belfordban és Alnwickben is élt, majd iskolái befejeztével az észak-karolinai egyetemen tanult tovább Charlotte-ban. Egy évet követően tanulmányait a leedsi LBU-n folytatta.

## Sikerei

### Klubcsapatokban
NCAA bajnok (1):
- North Carolina Tar Heels (1): 2009

 Angol bajnok (3):
- Liverpool (2): 2013, 2014
- Manchester City (1): 2016

 Angol kupagyőztes (1):
- Manchester City (1): 2016–17

 Angol ligakupa-győztes (1):
- Manchester City (1): 2016

 Angol harmadosztályú bajnok (1):
- Sunderland (1): 2008–09

 Francia bajnok (3):
- Olympique Lyon (3): 2017–18, 2018–19, 2019–20

 Francia kupagyőztes (2):
- Olympique Lyon (2): 2019, 2020

 Francia szuperkupa győztes (1):
- Olympique Lyon (1): 2019

Bajnokok Ligája győztes (3):
- Olympique Lyon (3): 2017–18, 2018–19, 2019-20

Nemzetközi Bajnokok Kupája győztes:
- Olympique Lyon: 2019[2]

### A válogatottban
Anglia
- Világbajnoki bronzérmes: 2015
- U19-es Európa-bajnok (1): 2009
- U19-es Európa-bajnoki ezüstérmes (1): 2010
- Ciprus-kupa győztes (1): 2015[3]
- Ciprus-kupa ezüstérmes (1): 2014[4]
- SheBelieves-kupa győztes (1): 2019

### Egyéni
- Az év női labdarúgója (FIFA) (1): 2020
- Az év női labdarúgója (UEFA) (1): 2019